# Tooth and Claw

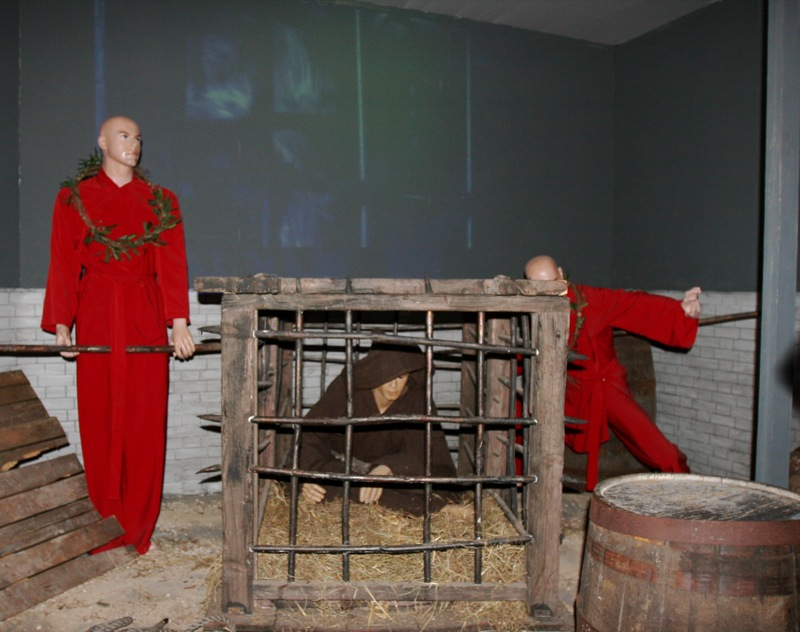

"Tooth and Claw" (KBS 방영 제목:〈이빨과 발톱〉)는 영국의 공상과학 텔레비전 드라마 《닥터 후》의 닥터 후의 두번째 에피소드로, 2006년 4월 22일 영국에서 첫방영되었다. 1879년 스코틀랜드에서 닥터와 로즈는 빅토리아 여왕을 알현한다. 하지만 한 무리의 수도승들이 여왕을 두고 사악한 계획을 세우고, 보름달이 뜨자 전설 속의 괴물이 드러난다.

## 줄거리
닥터는 로즈와 함께 1979년 셰필드에서 열린 이언 듀리 콘서트를 보러 가려 하지만, 도착하고 문 밖으로 펼쳐진 풍경은 1879년의 스코틀랜드 들판이었다. 둘은 빅토리아 여왕을 모신 마차를 마주하는데, 애버딘으로 가는 열차 선로에 나무가 쓰러져 막히면서 어쩔 수 없이 도로를 따라 볼모럴 성으로 향하던 중이었다. 닥터는 심리학 종이를 보여주며 스스로를 제이미 매크리먼 박사로 소개한다. 여왕은 닥터와 로즈를 동행시키고, 자신의 옛 남편 앨버트 공이 좋아하던 토치우드 저택으로 가서 하룻밤을 보내려 한다. 그사이 토치우드 저택은 세인트 캐서린 글렌 수도원에서 나온 수도승들이 장악하고, 수도원의 안젤로 신부는 저택 주인인 로버트 맥레시 경에게 자신들이 저택의 하인과 경비를 맡게 하라고 협박한다. 수도승들은 또 일부러 열차 선로에 쓰러진 나무를 둬서 여왕이 저택으로 향하도록 꾸몄고, 왕실 일행은 이를 모른 채 그대로 오게 되는 것이다. 수도승 일당은 늑대로 변하는 남자를 철창에 넣어 데려와 그 본성이 여왕에게로 옮겨 새로운 "늑대 제국"을 건설하려는 속셈이었다.
닥터는 곧 함정에 빠졌다는 것을 알아채고 안젤로 신부의 부하들과 늑대인간으로부터 빠져나와 로즈와 여왕, 로버트 경과 함께 어느 서재로 피난한다. 그 서재는 겨우살이나무 기름을 발라 야수의 접근을 막을 수 있었다. 닥터 일행은 서재를 뒤지다가 박식가였던 로버트 경의 아버지와 앨버트 공이 수집해둔 증거물을 발견하는데, 그 글에 의하면 지금 저택에 들이닥친 늑대인간은 어느 외계 종족의 본모습으로, 1540년 수도원 부근으로 내려와 여러 인간들을 옮겨 다니며 늑대 인간으로 변신하는 식으로 살아남은 것이었다. 또 닥터는 저택 자체가 늑대인간의 함정으로 설계되어, 특수 망원경에 앨버트 공이 깎아 만든 여왕의 코이누르 다이아몬드를 같이 쓰면, 늑대인간을 인간의 모습으로 돌려놓고 외계생명체의 모습을 지울 수 있음을 알게 된다.
로버트 경이 자신의 몸을 늑대에게 던져 시간을 버는 사이 닥터와 로즈, 여왕이 실험실의 망원경을 준비할 수 있도록 한다. 셋은 보름달 빛을 다이아몬드로 모아 그곳에 늑대를 붙잡아둔다. 빛에 휩싸인 늑대는 다시 인간의 모습으로 바뀌어 닥터에게 빛을 더 쬐여 떠나게 해달라고 청하고, 닥터는 그렇게 해 준다. 모든 상황이 끝나고 정신을 차린 여왕이 나무조각에 손이 살짝 베였다고 말한다. 하지만 닥터는 로즈에게 빅토리아 여왕의 후손이 혈우병을 갖고 태어났음을 상기시키며 빅토리아가 사실 늑대인간이 되어버린 게 아니냐고 에둘러 추측한다. 다음날 여왕은 닥터와 로즈에게 왕실 작위를 내린 다음, 대영 제국에서 즉시 추방하겠다는 명을 내린다. 그 이유는 (닥터가 외계인임을 알아채고는) 자신이 이해할 수 없는 세계에 두 사람이 연계되어 있다는 점이 "언짢았다"고 했기 때문이다. 한편 여왕은 로버트 경의 희생과 그 아버지의 재간을 높이 사며 앞으로 더 있을지 모를 외계의 공격으로부터 영국을 지키기 위한 토치우드 기관을 설립하라는 명을 내리며, 닥터가 돌아오면 토치우드가 그와 대적할 수 있도록 준비할 것이라고 선포한다.

### 다른 에피소드와의 연관성
3대 닥터 시절 에피소드인 The Curse of Peladon (1972년)에서 닥터는 자신이 빅토리아 여왕의 대관식에 참석했던 적이 있다고 말한다. 5대 닥터는 패스트 닥터 어드벤처의 소설판 《Empire of Death》에서 1863년 빅토리아 여왕을 만나 과학자문관이 되고, 《Imperial Moon》에서는 1878년을 배경으로 빅토리아 여왕이 다시 등장하는데 닥터의 동행자 카멜리온이 앨버트 공을 사칭해 작중 사건을 비밀로 지켜달라고 설득한다. 다만 소설판 내용은 텔레비전으로 방영되지 않은 다른 스토리와 마찬지로 정식 설정인가에 대해서는 미지수라고 할 수 있다.
작중 악역인 늑대인간은 7대 닥터 시절 에피소드 The Greatest Show in the Galaxy (1988년)에서, 은탄환은 Battlefield (1989년)에서 등장한다. 또 패스트 닥터 어드벤처 소설판 《Wolfsbane》, 8대 닥터 어드벤처 소설판 《Kursaal》, 빅 피니시 프로덕션 오디오극 《Loups-Garoux》에서도 늑대인간을 주제로 다룬다. 《닥터 후 위클리》에서 연재되는 만화 〈Doctor Who and the Dogs of Doom〉 (DWW #27-#34)에서는 늑대인간 종족 웨어록스가 4대 닥터를 늑대인간으로 만들기까지 하나, 닥터는 타디스에 들어가 자신의 몸을 가까쓰로 원상태로 돌려놓게 된다.
로즈는 왕관이 그려진 티셔츠를 입고 있는데, 드라마 의상 디자이너는 에피소드 내에서 빅토리아 여왕이 등장한 것을 가리키는 것이기도 하나 로즈가 원래 가려고 했던 1979년 이언 듀리 콘서트에 맞춰 입은 의상이라고 밝혔다. 이와 비슷하게 "Attack of the Graske"에서 닥터가 로즈를 1979년 웸블리 아레나에서 열린 ABBA 콘서트로 데려가고, 스테이터스 쿼의 "Down Down" 노래 구절을 읊기도 한다. 한편 에피소드에서 닥터가 자신의 이름을 '제임스 매크리먼' (James McCrimmon)으로 소개한다. 제이미 매크리먼 (프레이저 하인스 분)은 2대 닥터의 동행자로, 18세기에서 온 젊은 스코틀랜드인이자 백파이프 연주자다. 로즈가 처음으로 인간의 모습으로 있는 늑대인간을 마주했을 때, 늑대인간은 로즈를 두고 너에게도 "늑대 같은 무언가"가 들어가 있다고 하자 로즈도 자신이 "태양처럼 불탔다"고 말하는데, 시리즈 1의 마지막 에피소드인 "The Parting of the Ways"를 가리키는 부분이다.
10대 닥터가 작중에서 "제1회 반중력 올림픽"을 언급하는데 나중에 11대 닥터도 "The Bells of Saint John" (2013년)에서 반중력 대회를 언급하며, 12대 닥터도 "Thin Ice" (2017년)에서 "반중력 레슬링이 더 재밌다"고 말하는 장면이 있다.